# Allodia humile
Allodia humile är en tvåvingeart som först beskrevs av Lane 1948.  Allodia humile ingår i släktet Allodia och familjen svampmyggor. Inga underarter finns listade i Catalogue of Life.